# Tomoko Ninomiya
Tomoko Ninomiya (二ノ宮知子 Ninomiya Tomoko?)(Minano, 25 de mayo de 1969) es una artista de manga japonesa; actualmente reside en la Prefectura de Saitama. En 1989, realizó su primer manga, titulado London Doubt Boys.
La mangaka es principalmente conocida por escribir la serie Nodame Cantabile en julio de 2001, la cual posteriormente recibe el premio Kōdansha en la categoría «Mejor manga shōjo» del 2004. Más tarde, la misma obra fue adaptada a un dorama, múltiples anime, una película en imagen real y otra futura.

## Obras
- London Doubt Boys
- Torendo no Jōu Miho (トレンドの女王ミホ?   1991-1995)
- Tensai Family Company (天才ファミリーカンパニー?   1995-2000)
- Heisei Yopparai Kenkyūjo (平成よっぱらい研究所?   1996)
- Out (OUT?   1999)
- Nomini Ikouze!! (飲みにいこうぜ?   1999)
- Green (GREEN?   2000-2001)
- Nodame Cantabile (のだめカンタービレ Nodame Kantābire?,  2002-2009)